# Aspidoceras
Az Aspidoceras a fejlábúak (Cephalopoda) osztályának fosszilis Ammonitida rendjébe, ezen belül az Aspidoceratidae családjába tartozó nem.

## Tudnivalók
Az Aspidoceras-fajok a késő jura kor végétől, azaz az oxfordi nevű korszaktól, egészen a kora krétáig, vagyis a berriasi korszakig maradtak fent, mindegy 161,2-140,2 millió évvel ezelőtt.
Maradványaikat a következő helyeken és országokban találták meg: Algéria, az Amerikai Egyesült Államok, Antarktisz, Argentína, Chile, az Egyesült Királyság, Etiópia, Franciaország, India, Irán, Jemen, Kanada, Madagaszkár, Magyarország, Mexikó, Németország, Olaszország, Oroszország, Portugália, Románia, Spanyolország, Svájc, Szomália és Ukrajna.

## Rendszerezés
A nembe az alábbi 7 faj tartozik:
- Aspidoceras alamitocense Aguliera, 1895
- Aspidoceras andinum Steuer, 1897
- Aspidoceras argobbae Dacque, 1905
- Aspidoceras catalaunicum Loriol, 1872
- Aspidoceras haupti Krantz, 1928
- Aspidoceras somalicum Dacque, 1905
- Aspidoceras supraspinosum Dacque, 1905

### Fordítás
- Ez a szócikk részben vagy egészben  az   Aspidoceras című angol Wikipédia-szócikk ezen változatának fordításán alapul.  Az eredeti cikk szerkesztőit annak laptörténete sorolja fel. Ez a jelzés csupán a megfogalmazás eredetét és a szerzői jogokat jelzi, nem szolgál a cikkben szereplő információk forrásmegjelöléseként.